# Georg Weizsäcker
Georg Heinrich von Weizsäcker (Munich, Alemania; 10 de octubre de 1973) es un economista alemán, actualmente profesor de teoría y aplicaciones microeconómicas en la Universidad Humboldt de Berlín. Sus intereses hacia la investigación incluyen la microeconomía, la economía experimental, la toma de decisiones financieras, la teoría de juegos y la teoría de decisiones. En 2017 las contribuciones de Weizsäcker a una mejor comprensión de la formación de expectativas y decisiones bajo incertidumbre recibieron el Premio Gossen.

## Biografía
Georg Weizsäcker se licenció en economía de la Universidad Humboldt de Berlín en 1999, seguido de una maestría y un doctorado en economía empresarial en la Universidad de Harvard en 2004. Después de su graduación, Weizsäcker trabajó primero como profesor lector y luego de profesor titular en la London School of Economics (2004-2010) y el University College de Londres (2010-2013).  
Desde 2012 trabaja como profesor en la Universidad Humbold. En Berlín, también participa en el Centro de Graduados de la DIW Berlín, cuyo decano ha sido desde 2017. En términos de servicio profesional, Weizsäcker realiza tareas editoriales para la revista Games and Economic Behavior y Experimental Economics y también lo ha hecho para la Review of Economic Studies, Economic Journal y Management Science en el pasado.
La esposa de Georg Weizsäcker es la economista Dorothea Kübler, con quien tiene dos hijos.

## Investigación
La investigación de Georg Weizsäcker se centra en la economía conductual y la experimental. Entre los hallazgos clave de su investigación están: 
- La información privada sobre los indicadores no llega en cascada entre los individuos debido a la profundidad limitada de las cadenas de razonamiento de los individuos (con Dorothea Kübler).[4]
- Las acciones de los individuos en juegos de forma normal divergen sistemáticamente de sus creencias declaradas, lo que revela una mayor profundidad estratégica en su praxis (con Miguel Costa-Gomes).[5]
- En un experimento, se encuentra que el 89% de los individuos evalúa las decisiones por separado en lugar de hacerlo conjuntamente, en línea con las preferencias predichas por la teoría prospectiva (con Matthew Rabin).[6]
- En los juegos de aprendizaje social, se descubre que los jugadores no siguen a los demás en la mayoría de los casos cuando hacerlo sería óptimo, pero contradice la información dada a los jugadores.[7]
- En los juegos de dos personas, los jugadores eligen acciones consistentes con subestimaciones significativas de la racionalidad de sus oponentes.[8]